# Olympisch Stadion Spyridon Louis
Het Olympisch Stadion Spyridon Louis (Grieks: Ολυμπιακό Στάδιο "Σπύρος Λούης", Olympiakó Stádio "Spiros Louis") is het stadion in Maroussi, een stad in Attica, Griekenland en een voorstad van Athene. Het stadion organiseerde de Olympische Zomerspelen 2004.

## Naamgeving
Het Olympisch stadion (Grieks: Ολυμπιακό Στάδιο) is onderdeel van het Olympisch Sportcomplex Athene, OAKA (Grieks: Ολυμπιακό Αθλητικό Κέντρο Αθήνας). Spyridon "Spyros" Louis is de naam van de Griekse atleet die in 1896, tijdens de eerste moderne Olympische Spelen, de marathon won. Ook komt de afkorting Spirou Loui voor als benaming voor het stadion.

## Bouw en geschiedenis
Het stadion kan 72.000 toeschouwers ontvangen, maar tijdens de Spelen was het aantal, om diverse redenen, beperkt tot 56.700. Het stadion is oorspronkelijk gebouwd in 1982. In 1997 werden hier de wereldkampioenschappen atletiek gehouden. Voor de spelen van 2004 is het stadion uitgebreid gerenoveerd, en voorzien van twee spectaculaire tribunedaken van architect Santiago Calatrava. De bouwwerkzaamheden waren nog maar net gereed toen de Spelen geopend werden.
Het stadion was in 1983 en 1994 toneel van de Champions League-finale en in 1987 van de Europacup II-finale, die Ajax won. Ook de Champions League-finale van mei 2007 vond hier plaats.